# أقراطس الطيبي
أقراطس الطيبي فيلسوف يوناني من المدرسة الكلبية.
تلميذ ديوجانس، وأحد معلمي زينون الكتيومي.